# Safari à La Paz
Safari à La Paz est le 27e roman de la série SAS, écrit par Gérard de Villiers et publié en juin 1972 dans la collection Plon (Presses de la Cité). Comme tous les SAS parus au cours des années 1970, le roman a été édité lors de sa publication en France à 100 000 exemplaires.
L'action se déroule courant 1972 à La Paz (capitale de la Bolivie). Malko Linge est chargé de retrouver un ancien criminel de guerre nazi. Au demeurant, ce roman est l'un des rares ouvrages de fiction faisant état des nazis réfugiés en Amérique du Sud dans les années 1950 à 1970, protégés par la CIA puis traqués pour les juger.

## Publications et notoriété du roman
Dans le numéro de juillet-août 2014 de la Revue des Deux Mondes dont le titre est « G. de Villiers : enquête sur un phénomène français », il est précisé sous la plume de Serge Brussolo, en page 79 de la revue, que « (…) à la fin des années 1960, la vente moyenne d'un SAS tournait autour des 250 000 exemplaires. Gérard de Villiers en écrivait quatre par an. Ce à quoi s'ajoutaient les rééditions continuelles des anciens titres. Au bas mot, plus d'un million de volumes vendus chaque année à un public englobant des couches socioprofessionnelles allant de l'ouvrier métallurgiste au cadre supérieur. Aujourd'hui, en ces temps de grande misère éditoriale, de tels chiffres font rêver. »
Dans son essai consacré à la biographie de Gérard de Villiers et aux romans de la série SAS, Benoît Franquebalme indique le succès grandissant des romans dans le public.
Ainsi dès 1967, les ventes sont de 100 000 exemplaires par tome (soit 400 000 exemplaires par an).
À partir de 1976 et dans les années qui suivent, les romans sont tirés à 550 000 exemplaires le premier jour de la parution.

## Personnages principaux

### Les Américains et alliés
- Malko Linge : Autrichien, agent contractuel de la CIA, héros du roman.
- James Nicholson : agent de la CIA à Francfort-sur-le-Main.
- Jack Cambell : chef de poste de la CIA à La Paz.
- Lucrezia : secrétaire bolivienne de Jack Cambell.

### Les Allemands
- Klaus Heinkel (alias « Klaus Müller ») : ancien nazi réfugié en Bolivie. Malko est chargé de le retrouver.
- Frédéric Sturm (alias « Don Federico ») : ancien nazi réfugié en Bolivie. Il héberge et protège Klaus Heinkel.

### Les Boliviens
- Monica Izquierdo : maîtresse de Klaus Heinkel/Klaus Müller.
- Pedro Izquierdo : époux de Monica Izquierdo.
- Esteban Barriga : journaliste bolivien.
- Hugo Gomez : officier de la police politique bolivienne, protecteur des nazis réfugiés en Bolivie

### Autres personnages
- Jim Douglas : journaliste américain et activiste de gauche en Bolivie (environ 28 ans)
- Martine : petite amie de Jim Douglas

## Résumé

### Débuts du roman
Jim Douglas se rend chez Frederic Sturm, un ancien nazi ayant trouvé refuge en Bolivie. Il déclare à Sturm qu'il sait qu'il héberge un autre nazi, Klaus Heinkel, ancien tortionnaire. Ses soupçons sont confirmés quand Monica, la maîtresse de Heinkel, sort de la maison. Craignant pour sa sécurité et celle de son « invité », Sturm le tue d'un coup porté à la tête par un piolet, puis viole Monica en échange de sa « protection » (chapitre 1).
Pendant ce temps, la CIA a entendu parler de recherches faites pour retrouver Heinkel. Elle a utilisé celui-ci durant les années 1950 et 1960, et se tient prête à le livrer aux autorités boliviennes, en espérant que celles-ci concluront à la prescription des faits et refuseront de l'extrader. Malko est chargé par l'agence de Francfort de remettre les empreintes officielles d'Heinkel aux autorités boliviennes pour les forcer à l'identifier formellement. Quand Malko arrive à La Paz, le chef de poste de la CIA, Jack Cambell, lui annonce que Heinkel a été retrouvé mort deux jours auparavant. Comme l'affirme un article de journal rédigé par le journaliste Esteban Barriga, il s'est suicidé (chapitre 2).
Malko se rend aux obsèques de Heinz avec la secrétaire bolivienne de Jack Cambell et qui sait parler l'aymara. Il est étonné de constater que les quelques Allemands présents aux obsèques (tous anciens nazis) ont l'air joyeux, et se demande s'il n'y aurait pas quelque chose d'étrange dans la mort de Heinz. Il rencontre le journaliste Esteban Barriga qui a écrit l'article de journal relatant le suicide de Heinz. En fait Barriga n'a même pas vu le corps et s'est contenté de relater ce qu'« on » lui a dit de publier. Le journaliste est manifestement terrifié. Après que Cambell, plutôt stressé et agressif, a demandé à Malko de renoncer à toute enquête, l'Autrichien tente de rencontrer la maîtresse notoire de Heinz, Monica Izquierda. Mais la jeune femme n'est pas retournée vivre chez son mari qu'elle avait délaissé. Malko rencontre toutefois Pedro Izquierda qui est persuadé que Heinkel est encore vivant : Monica, qui ne l'a pas recontacté, n'a même pas assisté aux obsèques de son amant (chapitres 3 et 4).

### Aventures
Esteban Barriga est tué par éventration par trois tueurs à gages. Le même soir, alors qu'il sort d'un restaurant avec Lucrezia, Malko subit une tentative d'assassinat par les mêmes tueurs (chapitre 5).
Malko se rend au cimetière allemande de La Paz. Il y voit la pierre tombale qui indique l'identité d'Heinkel et ses dates de naissance et de décès (25 octobre 1913 – 11 mars 1972). Il apprend le « suicide » de Barriga. Après une relation sexuelle avec Lucrezia qui a consommé de la cocaïne, il décide de vérifier que le cadavre dans le cercueil d'Heinkel est bien le sien (chapitre 6).
Malko a embauché deux voyous pour ouvrir la tombe de Heinz. Ils font glisser la pierre tombale et sortent le cercueil. Ce n'est pas Heinz qui est enterré, mais Jim Douglas : Lucrezia l'identifie grâce à ses bottes spéciales (chapitre 7). Puis Malko apprend que Pedro Izquierdo (époux de Monica Izquierdo) et sa maîtresse occasionnelle viennent d'être égorgés. Malko souhaite orienter son enquête vers Martine, la petite amie de Jim Douglas. Mais quand avec Lucrezia il arrive au domicile de la jeune femme, elle vient d'être arrêtée par Hugo Gomez, l'officier de la police politique bolivienne protecteur des nazis réfugiés en Bolivie. Impuissant et bouillant de rage, Malko retourne à La Paz (chapitres 8 et 9).

## Roman sur les réfugiés nazis en Bolivie
L'auteur a pu s'inspirer, pour le personnage de criminel de guerre « Klaus Heinkel », de la biographie du nazi Klaus Barbie (alias  « Klaus Altmann »), réfugié en Bolivie depuis 1951.

## Autour du roman
- Malko saute en parachute dans le roman. La prochaine fois qu'il sautera à nouveau en parachute, ce sera dans Embargo (1976) - cf. chapitre XXI de Embargo[4], où il est indiqué que Malko n'avait pas sauté en parachute depuis l'aventure Safari à La Paz.
- L'auteur fait référence à « l'affaire Jack Anderson », du nom du journaliste et lanceur d'alerte Jack Anderson (chapitre II, page 29).
- Le roman évoque la figure du révolutionnaire Che Guevara, mort exécuté en Bolivie en 1969 (chapitre II, page 30).
- Le roman évoque le stage que Malko a jadis fait à l'école de la CIA à San Antonio au Texas (chapitre V, page 64, dernier paragraphe).